# Libnotes (Metalibnotes) knighti
Libnotes (Metalibnotes) knighti is een tweevleugelige uit de familie steltmuggen (Limoniidae). De soort komt voor in het Australaziatisch gebied.